# مركب حسان بالخوجة
مركب حسان بالخوجة المقر ومركز التدريب، و يقع في وسط المدينة بين شارع محمد الخامس وبنوك بحيرة تونس، مركب حسان بالخوجة يغطي مساحة قدرها 7 هكتار. لمدة ثلاثين عاما فقد كان موطنا لمركز التدريب الخاص بنادي الترجي الرياضي التونسي. خلال التسعينات، تم نقل مقر الترجي، الذي كان سابقا في منطقة باب سويقة، هناك. ومنذ ذلك الحين، تم إنشاء هياكل أساسية حديثة تتكيف مع متطلبات كرة القدم رفيعة المستوى. ويضم المبنى الحديث الإدارة العامة، والخدمات الإدارية والمالية، والخدمات الصحفية، وإدارة التذاكر والاشتراكات، ودائرة الرعاية والإعلان، وغرفة الكؤوس، وغرفة الاجتماعات، ومتجر المعدات. مركب حسان بالخوجة يتكون من عدة وحدات متكاملة تجعلها بنية تحتية رياضية فريدة من نوعها في تونس، من خلال وظائفها ونوعية مرافقها. لديها 6 ملاعب العشب والعشب بما في ذلك 3 العشب الاصطناعي، قاعة رياضية بسعة 2500 مقعد، غرفة الوزن مجهزة حسب الأصول، غرف خلع الملابس الحديثة جدا مع جاكوزي، كتلة الطبية ومرافق من الدرجة الأولى. لباس النظافة من اللاعبين. جميع فئات الشباب ومدربيهم لديها خزاناتهم المثبتة في المباني منفصلة. في عام 1997 انضم الترجي إلى مركز تدريب كرة القدم، وفي عام 2000 تم بناء قاعة داخلية كبيرة لإيواء مركز تدريب الكرة الطائرة للشباب. يعمل المنتجع بأكمله بفضل موظفين مختصين ومخلصين. المركب تتطور باستمرار مع ترقيات منتظمة وصيانة مستمرة.

## المنشئات
- 6 ملاعب معشبة لكرة القدم (1 عشبه اصطناعي)
- مضمار لألعاب القوى
- مضمار للقفز
- مضمار للرماية
- قاعة تقوية العضلات لممارسي كرة القدم
- قاعة للكرة الطائرة
- قاعة مباريات للرياضات المتعددة (1500 مقعد) قاعة الزواوي
- قاعة تقوية العضلات لممارسي كرة اليد

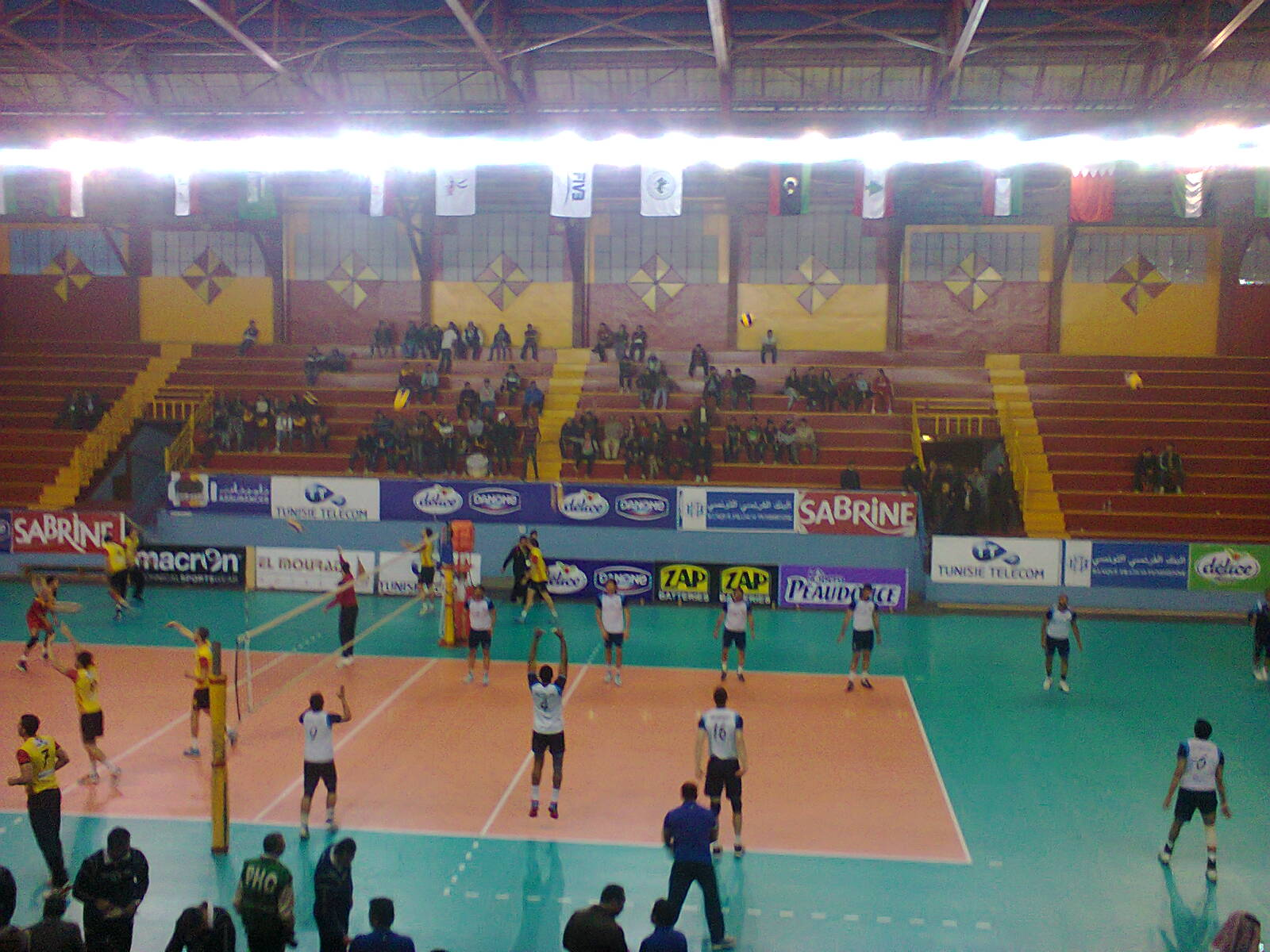
قاعة محمد الزواوي
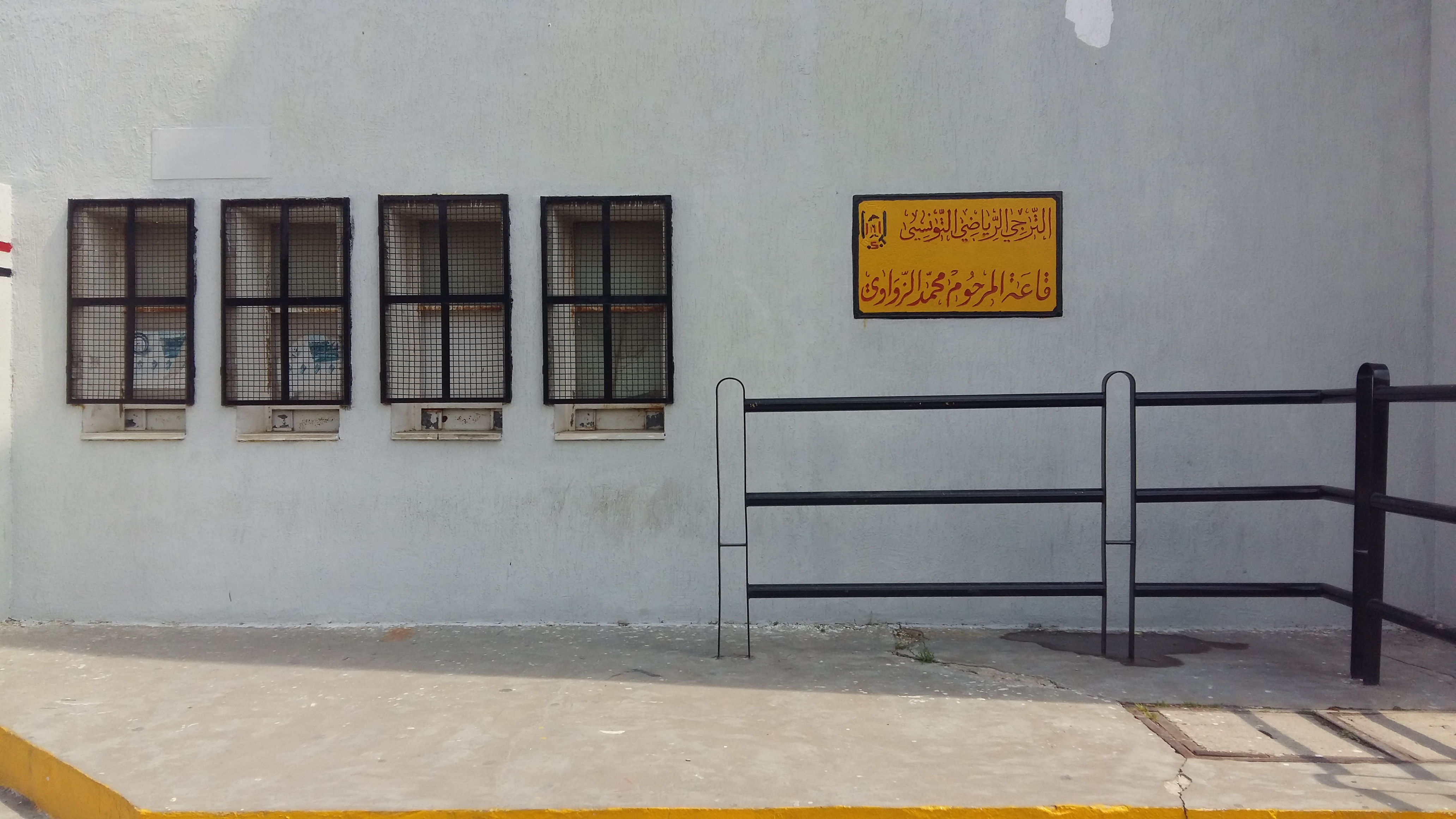
شباك تذاكر صالة محمد الزواوي